# Izmaïl
Izmaïl (ucraïnès: Ізмаїл; turc: Izmail, İşmasıl o Hacidar; àrab: Ismail; rus i búlgar: Измаил, Izmail; romanès: Ismail o Smil) és una ciutat d'Ucraïna prop de la riba del Danubi a l'óblast d'Odessa al sud-oest d'Ucraïna, a la frontera amb Romania, i cap del raion d'Izmàïlsky; la mateixa ciutat forma un altre raion. És el principal port ucraïnès del delta del Danubi i és una destinació turística i un centre de la indústria de l'alimentació. És també base naval i de la Guàrdia Costera. A la rodalia hi ha el "Parc paisatgístic regional de les illes d'Izmaïl".
La seva població s'estima en 85.000 habitants dels quals els russos són el 42,7%, el 38% són ucraïnesos, el 10% búlgars i el 4,3% romanesos moldaus. El 1956 la població era just la meitat, uns 43.000 habitants.

## Història

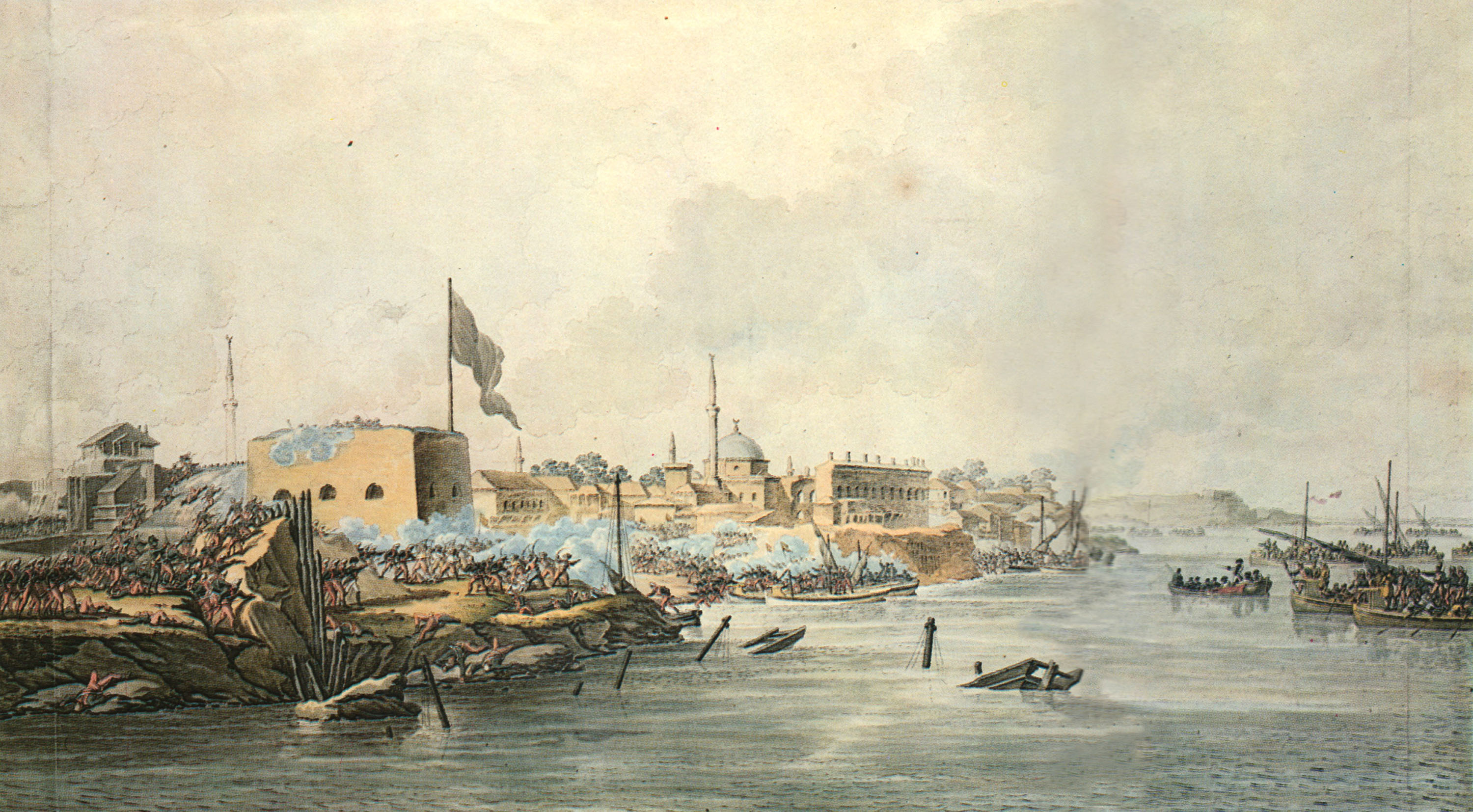
La presa d'Izmaïl per l'imperi Rus el 1877. Pintura d'Oleksíi Danýlovytx Kivxenko (Олексій Данилович Ківшенко, 1851-97)

La fortalesa fou construïda pels genovesos al segle xii al braç del Danubi anomenat Kilya de la que va agafar el nom. Al segle xiv (vers 1345) la regió va passar als prínceps de Valàquia i al final d'aquest segle (vers 1392) i durant el segle xv a Moldàvia, fins al 1484 quan un kapudan (almirall) otomà va dominar la zona capturant Kilya i Akkerman. Un fortí otomà (palanka) fou construït aquest any amb treballadors de Valàquia i Moldàvia. La vila es va dir Ismailiye  bé per aquest kapudan o per un suposat gran visir, o per haver-se construït sobre un poblet de nom Smil.
Va estar sota domini directe otomà fins al 1538. Llavors va esdevenir la principal fortalesa de la regió de Budjak. El 1569 el sultà Selim II hi va establir grups de nogais procedents del Caucas. En la guerra contra Àustria del 1593 al 1606, Izmaïl fou ocupada per un exèrcit de transsilvans, moldaus i valacs dirigits per Andrea Barzai. Després fou coneguda per ser un centre de comerç de verins. El 1602 i 1624 fou atacada pels cosacs. Ewliya Celebi la va visitar el 1657 i fa notar que hi havia un superintendent de duanes però cap comandament militar, ja que no hi havia cap fortalesa; el nombre de cases era d'unes dos mil (una població, doncs, d'almenys deu mil persones, musulmans, grecs, armenis i jueus, amb tàtars a la rodalia); comerciava amb mantega, formatge, sal, cereals, esturions i caviar; cada any dos mil carros carregats de peix conservat en sal morra anaven a Polònia i Moscòvia i les pesqueries que eren de l'estat, eren importants a la vora del Danubi; hi havia un mercat d'esclaus blancs i negres dels dos sexes.
El 1769 era un dipòsit pel comerç del gra pel Danubi i havia esdevingut una important fortalesa per estar situada a la intersecció dels camins de Galatz, Khotin, Bender i Kilya. El general Nicholas Repnin va conquerir la fortalesa el 1770, primera vegada que fou conquerida, però restituïda al turcs pel tractat de Küçück Kaynardja (1774). El sultà va ordenar fortificar-la de manera que fos impregnable.
A la guerra russoturca (1787-1792) el comandant Aleksandr Suvórov la va assaltar el 22 de desembre de 1790. Les forces otomanes tenien ordes de romandre a l'interior fins al final i van refusar els ultimàtums russos; la derrota otomana fou considerada un desastre a l'imperi mentre la victòria a Rússia fou glorificada amb una menció a l'himne nacional (Grom pobedy, razdavajsya!, "Sent el soroll del tro de la victòria!"). Quasi tots els musulmans (homes, dones i nens) de la ciutat foren massacrats en una sagnant i incontrolada orgia de mort que va seguir la conquesta, i va causar unes 40000 baixes. Suvorov va dir que després de la massacra havia anat a la seva tenda a plorar. Al final de la guerra Izmaïl fou retornada als otomans pel tractat de Jassy del 1792.
Els russos la van ocupar per tercera vegada el 14 de setembre de 1809 pel general Tutxov. El 1810 es va establir una colònia prop de la ciutat anomenada Tutxkov, que temps a venir va acabar formant part de la ciutat. La pau de Bucarest de 1812 va cedir Izmaïl a Rússia. En aquest temps es van construir la Catedral de la Intercessió (1822-1836), l'església de la Nativitat (1823), l'església de Sant Nicolau (1833) i altres. L'edifici més antic de la ciutat és, no obstant, la mesquita otomana del segle xv o XVI, convertida en església el 1810 i modernament transformada en museu dedicat a la conquesta russa del 1790.
Al final de la guerra de Crimea, el tractat de pau de París de 1856, va cedir Izmaïl (amb la fortalesa desmantellada) i Bessaràbia meridional a Moldàvia. Amb el principat de Moldàvia va passar als Principats Danubians (1859-1862) embrió de Romania (1862). A la guerra russo-turca de 1877-1878 els russos van ocupar la ciutat (1877), i la van adquirir formalment al Congrés de Berlín de 1878.
El 1918, l'exèrcit romanès es va apoderar de la regió i fou part de Romania entre 1918 i 1940. El 1940 va ser transferida en el marc d'uns complicats acords entre Rússia i Alemanya i un ultimàtum bolxevic a Romania, a la Unió Soviètica i inclosa (agost de 1940) a l'RSS d'Ucraïna formant l'óblast o província d'Izmaïl; el 1941 l'exèrcit romanès aliat als alemanys va reocupar la regió i la va conservar fins al 1944 quan l'exèrcit roig hi va entrar. Va retornar a ser capital de l'óblast d'Izmaïl, que fou unida a l'óblast d'Odessa el 1954. El 24 d'agost de 1991, Izmaïl va quedar dins la Ucraïna independent.

## Personatges
- Alexandru Averescu, mariscal i primer ministre romanès (nascut a Ozerne, al costat d'Izmaïl)
- Sholom Schwartzbard (ucraïnès: Шулем-Шміл Шварцбард, Xulem-Xmil Xvartsbard), anarquista jueu, assassí de Símon Petliura (Симон Петлюра)
- Artur Văitoianu, general i primer ministre romanès
- Vitalii Konstantinov (Віталій Константінов), artista i dibuixant alemany
- Ivan Xuixman (Іван Шишман), artista búlgar
- Ruslan Màinov (Руслан Майнов), músic búlgar
- Halina Txistiàkova (Галина Чистякова), atleta soviètica, russa i eslovaca. Té o tenia el rècord mundial en el salt de distància.